# Dolceacqua
Dolceacqua is een gemeente in de Italiaanse provincie Imperia (regio Ligurië). Het ligt op de flanken van de Monte Rebuffao (615 m) en aan de rivier de Nervia.

## Geschiedenis
De oudste schriftelijke bron over Dolceacqua dateert uit 1151. Het was een heerlijkheid van de graven van Ventimiglia, die er een kasteel bouwden om de Val Nervia te beheersen. In 1270 verkochten ze Dolceacqua aan de Genuese admiraal en capitano del popolo Oberto Doria. Sindsdien spreekt men over het Castello dei Doria. Het stadje groeide op de steile hellingen onder de burcht tot tegen de rivier de Nervia. In de omgeving werden olijf- en wijngaarden aangelegd. Door de beperkte ruimte bouwde men huizen tot zes verdiepingen hoog. De middeleeuwse brug over de Nervia werd in de 15e eeuw herbouwd tot de huidige boogbrug. Aan de overzijde lag een belvedère van de Doria met een renaissancetuin. Later ontstond daar het nieuwe stadsdeel il Borgo, terwijl het oudste deel Terra werd genoemd (Téra in het dialect).
In 1523 vermoordde Bartolomeo Doria zijn oom Lucien van Monaco, maar hij werd verjaagd voor hij de macht kon grijpen. Daarop zwoeren de burgers van Dolceacqua trouw aan regent Augustinus van Monaco. Bartolomeo vond echter bescherming bij Karel III van Savoye, waardoor Dolceacqua in 1524 ging afhangen van het hertogdom Savoye. In 1652 werd Francesco I Doria door hertog Karel Emanuel II van Savoye verheven tot markies van Dolceacqua. Tijdens de Oostenrijkse Successieoorlog werd het kasteel in 1744 beschoten door Frans-Spaanse troepen. De Doria's verlieten het verwoeste kasteel en namen permanent hun intrek in hun renaissancepaleis naast de kerk. Verdere schade werd toegebracht door een aardbeving in 1887, kort nadat Claude Monet de brug tot drie keer toe had geschilderd. Het kasteel bleef achter in ruïneuze toestand, maar werd in de 20e eeuw deels gerestaureerd.

## Bezienswaardigheden
- Castello dei Doria
- Het Palazzo Doria of Palazzo della Camminata (privé)
- Het Palazzo Doria Garoscio (kunstmuseum)
- De Chiesa di Sant'Antonio Abate met de polyptiek van de H. Devota door Ludovico Brea (1515).
- De 15e-eeuwse boogbrug met een overspanning van 33 meter.

## Demografie
Dolceacqua telt ongeveer 892 huishoudens. Het aantal inwoners steeg in de periode 1991-2001 met 12,3% volgens cijfers uit de tienjaarlijkse volkstellingen van ISTAT.
| Jaar | Inwoneraantal |
| ---- | ------------- |
| 1991 | 1693          |
| 2001 | 1901          |

## Geografie
Dolceacqua grenst aan de volgende gemeenten: Airole, Apricale, Breil-sur-Roya (FR-06), Camporosso, Isolabona, Perinaldo, Rocchetta Nervina, San Biagio della Cima, Ventimiglia.

## Verbroedering
Sinds 2023 is Dolceacqua verbroederd met Monaco vanwege de historische banden.